# Kvarnsjön (Malungs socken, Dalarna)
Kvarnsjön är en sjö i Malung-Sälens kommun i Dalarna och ingår i Göta älvs huvudavrinningsområde. Sjön har en area på 0,319 kvadratkilometer och ligger 313,3 meter över havet. Sjön avvattnas av vattendraget Kvarnbäcken.

## Delavrinningsområde
Kvarnsjön ingår i det delavrinningsområde som SMHI kallar för Utloppet av Kvarnsjön. Medelhöjden är 346 meter över havet och ytan är 5,31 kvadratkilometer. Det finns ett avrinningsområde uppströms, och räknas det in blir den ackumulerade arean 18,12 kvadratkilometer. Kvarnbäcken som avvattnar avrinningsområdet har biflödesordning 3, vilket innebär att vattnet flödar genom totalt 3 vattendrag innan det når havet efter 386 kilometer. Avrinningsområdet består mestadels av skog (83 procent). Avrinningsområdet har 0,32 kvadratkilometer vattenytor vilket ger det en sjöprocent på 6,1 procent.